# روز سنت جرج
روز سنت جرج (انگلیسی: St George's Day) یک فیلم درام در سبک جنایی، اکشن و سرقت، به کارگردانی فرانک هارپر است که در سال ۲۰۱۲ منتشر شد.
وقایع اصلی و هیجان انگیز این فیلم در جریان بازیِ تیم ملی فوتبال انگلستان با تیم آلمان در «روز سنت جُرج (جُرج قدیس)» رخ می‌دهد. فیلم با بازخوردهای متفاوتی مواجه شد: برخی از منتقدان فیلم را ستودند و برخی دیگر نمره پائینی در ارزیابی خود به آن دادند.

## بازیگران
- فرانک هارپر
- کریگ فایربراس
- چارلز دنس
- وینسنت رگان
- دکستر فلچر
- نیک موران
- کیلی هزل
- شان پرتوی
- زلاتکو بوریچ
- جیمی فورمن
- لودگر پیستور
- ولیبور توپیچ
- چارلز ون
- لوک تردئوی
- نیل مسکل
- اشلی والترز